# Michael Falkesgaard
Michael Aksel Bataican Falkesgaard, meglio noto come Michael Falkesgaard (Kastrup, 9 aprile 1991), è un calciatore danese naturalizzato filippino, portiere del B.93.

## Carriera
Nato in Danimarca da padre danese e madre filippina, dopo aver giocato nelle giovanili della Danimarca, Falkesgaard ha deciso di rappresentare le Filippine a livello di nazionale maggiore.

## Statistiche

### Cronologia presenze e reti in nazionale
| Cronologia completa delle presenze e delle reti in nazionale ― Filippine | Cronologia completa delle presenze e delle reti in nazionale ― Filippine | Cronologia completa delle presenze e delle reti in nazionale ― Filippine | Cronologia completa delle presenze e delle reti in nazionale ― Filippine | Cronologia completa delle presenze e delle reti in nazionale ― Filippine | Cronologia completa delle presenze e delle reti in nazionale ― Filippine | Cronologia completa delle presenze e delle reti in nazionale ― Filippine | Cronologia completa delle presenze e delle reti in nazionale ― Filippine |
| Data                                                                     | Città                                                                    | In casa                                                                  | Risultato                                                                | Ospiti                                                                   | Competizione                                                             | Reti                                                                     | Note                                                                     |
| ------------------------------------------------------------------------ | ------------------------------------------------------------------------ | ------------------------------------------------------------------------ | ------------------------------------------------------------------------ | ------------------------------------------------------------------------ | ------------------------------------------------------------------------ | ------------------------------------------------------------------------ | ------------------------------------------------------------------------ |
| 22-3-2018                                                                | Bocaue                                                                   | Filippine                                                                | 3 – 2                                                                    | Figi                                                                     | Amichevole                                                               | -                                                                        | 45’                                                                      |
| 13-10-2018                                                               | Doha                                                                     | Filippine                                                                | 1 – 1                                                                    | Oman                                                                     | Amichevole                                                               | -                                                                        | 46’                                                                      |
| 17-11-2018                                                               | Kuala Lumpur                                                             | Timor Est                                                                | 2 – 3                                                                    | Filippine                                                                | Coppa AFF 2018 - Gruppo B                                                | -2                                                                       |                                                                          |
| 21-11-2018                                                               | Bacolod                                                                  | Filippine                                                                | 1 – 1                                                                    | Thailandia                                                               | Coppa AFF 2018 - Gruppo B                                                | -1                                                                       |                                                                          |
| 25-11-2018                                                               | Giacarta                                                                 | Indonesia                                                                | 0 – 0                                                                    | Filippine                                                                | Coppa AFF 2018 - Gruppo B                                                | -                                                                        |                                                                          |
| 2-12-2018                                                                | Bacolod                                                                  | Filippine                                                                | 1 – 2                                                                    | Vietnam                                                                  | Coppa AFF 2018 - Semifinale                                              | -2                                                                       |                                                                          |
| 7-1-2019                                                                 | Dubai                                                                    | Corea del Sud                                                            | 1 – 0                                                                    | Filippine                                                                | Coppa d'Asia 2019 - 1º turno                                             | -1                                                                       |                                                                          |
| 11-1-2019                                                                | Abu Dhabi                                                                | Filippine                                                                | 0 – 3                                                                    | Cina                                                                     | Coppa d'Asia 2019 - 1º turno                                             | -3                                                                       |                                                                          |
| 16-1-2019                                                                | Dubai                                                                    | Kirghizistan                                                             | 3 – 1                                                                    | Filippine                                                                | Coppa d'Asia 2019 - 1º turno                                             | -3                                                                       |                                                                          |
| 7-6-2019                                                                 | Canton                                                                   | Cina                                                                     | 2 – 0                                                                    | Filippine                                                                | Amichevole                                                               | -2                                                                       |                                                                          |
| 5-9-2019                                                                 | Bacolod                                                                  | Filippine                                                                | 2 – 5                                                                    | Siria                                                                    | Qual. Mondiali 2022                                                      | -5                                                                       |                                                                          |
| 10-9-2019                                                                | Dededo                                                                   | Guam                                                                     | 1 – 4                                                                    | Filippine                                                                | Qual. Mondiali 2022                                                      | -1                                                                       |                                                                          |
| Totale                                                                   |                                                                          | Presenze                                                                 | 12                                                                       |                                                                          | Reti                                                                     | -20                                                                      |                                                                          |